# Cohort urbana
Les cohorts urbanes (en llatí cohortes urbanae) van ser unes unitats militars de l'antiga Roma creades per August per contrapesar l'enorme poder de la Guàrdia Pretoriana a la ciutat de Roma i servir de cos policial. Estaven comandades pel Prefecte de la ciutat.

## Organització
Durant la República, havien sorgit bandes armades reclutades per alguns ciutadans per a oposar-se a polítics rivals, com ara les de Tit Anni Papià Miló, Publi Clodi Pulcre i d'altres que havien estat eliminades per Pompeu el Gran. Encara que aquestes bandes polítiques eren cosa del passat perquè el poder efectiu no el tenien ja les faccions que competien entre elles al senat romà, feia falta tenir algun tipus de força policial per mantenir l'ordre públic i evitar disturbis civils. August va establir tres cohorts urbanes (cohortes urbanae) manades pel prefecte de la ciutat. La seva funció principal era la d'actuar com a policia de Roma i fer front a les tropes itinerants i a les bandes que havien assaltat els seus carrers durant la República. Les cohorts urbanes actuaven com un cos policial de gran potència, capaç de fer les funcions de control antidisturbis, mentre que unes altres cohorts fundades a la mateixa època, els Vigiles, actuaven com a policia a peu pels carrers i formaven el cos de bombers per combatre els incendis. Com a organització paramilitar entrenada, les cohorts urbanes podien, i ho van fer en algunes ocasions, intervenir a les batalles. Tanmateix, aquest paper només es va fer en situacions desesperades. A diferència dels Vigiles, que majoritàriament operaven de nit com a bombers i vigilants, els membres de les cohorts urbanes eren considerats legionaris, i tenien un sou més elevat que les legions regulars encara que no tant com la Guàrdia pretoriana.
Les cohorts urbanes portaven el mateix equip que els legionaris: una armadura de bandes amples de metall (la lorica segmentata), un casc i un scutum gran. Per combatre usaven dos pílums unes llances llancívoles. L'entrenament de les cohorts urbanes era inferior al de la Guàrdia pretoriana i al dels legionaris, perquè eren més una força dissuasiva i de prestigi que una unitat de combat.
Originàriament es van constituir tres cohorts urbanes, cadascuna d'elles comandada per un tribú i sis centurions. A l'època de la Dinastia Flàvia, se'n va afegir una més, i es van passar a ser quatre cohorts. Cada cohort tenia al voltant de cinc-cents homes. Només els ciutadans lliures podien servir a les seves files. Igual que amb els pretorians, els homes de les cohorts urbanes eren majoritàriament d'origen italià. Les cohorts urbanes (conegudes com a cohorts de la ciutat a les ciutats que no eren Roma) es van crear també a la ciutat romana de Cartago i a la ciutat de Lugdúnum a la Gàl·lia romana (actualment Lió).